# Tropical Albums
A Billboard Tropical Albums (anteriormente conhecida como Tropical/Salsa) é uma parada musical publicada semanalmente através da revista Billboard, a qual nomeia os discos mais vendidos baseando-se em números de vendas recolhidos pela Nielsen SoundScan. Desde 1985, nesta categoria em específico, a lista é composta pelos vinte discos mais vendidos de gêneros considerados como música tropical, entre elas a salsa, merengue, bachata, cumbia e vallenato. Pertence ao disco Mi Tierra (1993) de Gloria Estefan o recorde de permanência na liderança da tabela desde então, com 94 semanas não consecutivas.